# Luciano Bernardi
Alessandro Luciano Bernardi (6 de marzo de 1920 - 1 de diciembre de 2001) fue un botánico suizo, nacido italiano.

## Biografía
Después de servir en la Segunda Guerra Mundial como comandante de un batallón del paracaídas, obtuvo su doctorado en ciencias agrarias, por la Universidad de Bolonia. Y, en 1949 emigró a Venezuela.
Participó de incursiones por Sudamérica, colectando especímenes, que se ven reflejados en sus publicaciones.
La Escuela de Ingeniería Forestal de la Universidad de los Andes, contrata al botánico León Croizat, comenzando una colección de especímenes botánicos, y agregados con exsiccata del Herbario Nacional conforman su herbario. Lo sucede Alessandro Luciano Bernardi, quien pone ahínco en recolectar por los Andes, Llanos, Guayana venezolana, y hacia los 1960s queda conformado el Herbario de la Facultad de Ciencias Forestales de la Universidad de los Andes.

## Obra
- 1956. Contribución a la flora de la Guayana venezolana. Ed. Universidad de los Andes, Facultad de Ciencias Forestales. F 583 B546 38 pp.

- 1957. Swietenia macrophylla King. Descripciones de árboles forestales 1. Con Federico Bascopé, Hans Lamprecht. Ed. Inst. Forestal Latino Am. de Investigación y Capacitación, 36 pp.

- 1957. Estudio botánico-forestal de las selvas pluviales del Río Apacará, región de Urimán, Estado Bolívar. En apéndice: Diccionario castellano-arekuna. Compiladores A.L. Bernardi y L. Ruiz Terán. Ed. Publicaciones de la Dirección de Cultura de la Universidad de los Andes, -- n.º 63. 149 pp.

- 1959. Los manglares en América. Descripciones de árboles forestales 5. Con Federico Bascopé, R. N. Jorgensen. Ed. Inst. Forestal Latino am. de Investigación y Capacitación, 53 pp.

- 1962. Lauráceas. Ed. Universidad de los Andes, Facultad de Ciencias Forestales. 355 pp.

- 1970. Flora of Peru, Sapotaceae. Con Ch. Baheni

- 1973. Catalogus plantarum : lectarum loco et die manifestis in schedulis annexis. Ed. Conservatoire et jardin botaniques, Ginebra

- 1979. Tentamen revisionis generis Ferulago. Ed. Conservatoire et jardin botaniques, Ginebra

- 1980. Las Miristicáceas del arborétum Jenaro Herrera. Con Rodolphe Spichiger. Conservatoire et Jardin Botaniques, Ginebra

- 1984. Contribución a la Deondrología Paraguaya I parte. Biossiera 35

- 1985. Contribución a la Deondrología Paraguaya II parte. Biossiera 37

- 2000. Consideraciones taxonómicas y fitogeográficas acerca de 101 Polygalae americanas. Ed. Real Jardín Botánico, Madrid

## Honores

### Epónimos
- Anthurium bernardii Croat, 1986
- Clidemia bernardii Wurdack, 1969
- Couepia bernardii Prance, 1981
- Coussarea bernardii Steyerm., 1967
- Cynanchum bernardii Morillo, 1995
- Ferulago bernardii Tomk. & Pimenov, 1981
- Miconia bernardii Wurdack, 1972
- Persea bernardii L.E.Kopp, 1966
- Phyllanthus bernardii Jabl., 1967
- Xylosma bernardiana Sleumer, 1974